# Hanna Ardéhn
Hanna Ardéhn, née le 4 octobre 1995, est une actrice suédoise. Elle est connue pour son rôle de Maja Norberg dans la première série suédoise Netflix Quicksand en 2019.

## Biographie
Hanna Margareta Ardéhn a grandi dans la banlieue nord de Stockholm en Suède et a commencé très tôt à s'intéresser au cinéma et au théâtre. Elle a commencé à jouer dans un petit groupe de théâtre pour enfants à l'âge de six ans et a continué jusqu'à l'âge de dix-huit ans.
En 2010, elle a obtenu son premier rôle dans le film 7X - Lika barn leka bäst.
En 2018, Hanna incarne le rôle principal de Maja Norberg dans le drame policier Netflix Quicksand. La série est inspirée du roman du même nom écrit par Malin Persson Giolito et est la première série originale produite en Suède pour Netflix.

## Filmographie
- 2007 : Lidingöligan
- 2008 : Nio med JO
- 2010-2012 : Dubbelliv : Amanda
- 2010 : 7X - Lika barn leka bäst : Martina
- 2012-2015 : 30° en février (saison 1 et 2) : Joy
- 2015 : Krigarnas Ö : Nicke
- 2019 : Quicksand : Maja Norberg